# Adenom hypofýzy
Adenom hypofýzy je benigní (nezhoubný), pomalu rostouci nádor hypofýzy.
Existuje několik druhů tohoto nádoru.
Cytologicky se dělí na:
- acidofilní nebo eozinofilní (15 %)
- bazofilní (5 %)
- chromofobní (80 %)

Cytologické dělení však nemusí odpovídat klinickým projevům, pro kliniku je důležitější spíše dělení podle produkovaného hormonu:
- hormonálně aktivní
  - prolaktinom - produkuje prolaktin
  - kortikotropní adenom - produkuje kortikotropin
  - somatotropní adenom - produkuje somatotropin
- hormonálně inaktivní

Klinicky se adenom projevuje především nadprodukcí příslušného hormonu. Při růstu může utlačovat zrakový nerv a tak se může projevit i výpadky zorného pole.